# Helsingfors centralstation
Helsingfors centralstation (finska: Helsingin päärautatieasema; 1919-2010 Helsingfors järnvägsstation, finska: Helsingin rautatieasema), är Finlands största och mest trafikerade järnvägsstation. Stationen ligger i stadsdelen Gloet, i Helsingfors innerstad. Stationen är ett känt landmärke i Helsingfors stad och en viktig knutpunkt för den kollektiva trafiken. 
Stationen är Finlands viktigaste fjärrtågsstation med tågtrafik till de flesta stora städer i landet, och tidigare även till Sankt Petersburg och Moskva i Ryssland. 
Alla närtåg (motsvarighet till svenska pendeltåg) avgår härifrån och metrostationen Järnvägstorget är den mest trafikerade stationen inom Helsingfors metro. 
Antalet resenärer är mer än 200 000 per dag.[källa behövs]

## Historik

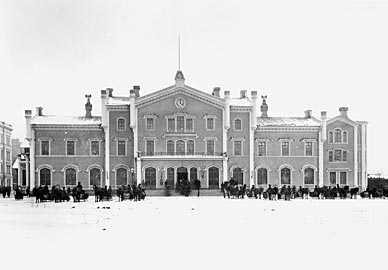
Helsingfors gamla järnvägsstation 1893.

Helsingfors första järnvägsstation byggdes år 1860 då Finlands första järnväg öppnade mellan Helsingfors och Tavastehus. Arkitekt var Carl Albert Edelfelt.
Stationen visade sig snart vara för liten och en planeringstävling utlystes år 1904. Bland 21 förslag vann Eliel Saarinen. Det nationalromantiska förslaget kritiserades hårt och man efterlyste en rationellare arkitektur. År 1909 blev de nya ritningarna klara. Efter 15 år av byggande öppnade den nya stationsbyggnaden 5 mars 1919. Som fasadmaterial användes finsk granit och som byggnadens kännetecken byggdes ett klocktorn och fyra statyer hållande lampor framför huvudingången. Klocktornet förstördes i brand den 14 juni 1950.

### Förnyelser och nymodigheter

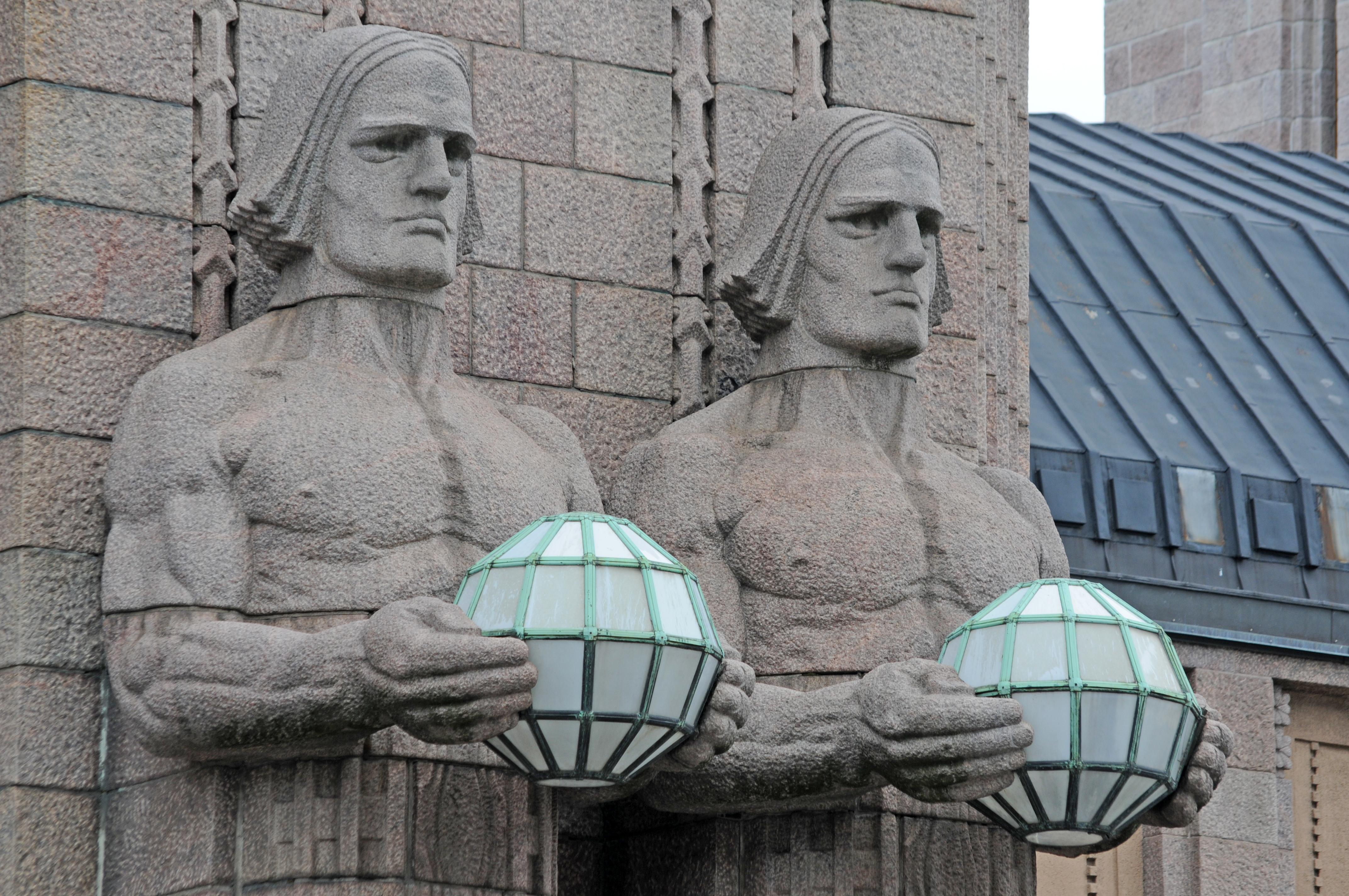
Centralstationens huvudentré kantas av fyra stora granitskulpturer – Lyktbärarna av Emil Wikström.

Helsingfors järnvägsstation har förnyats i flera omgångar. Under 1960-talet byggdes den underjordiska stationstunneln. De första övervakningskamerorna installerades år 1968. Det första eltåget anlände till stationen 13 januari 1969. Efter provturen inleddes regelbunden eltågstrafik mellan Helsingfors och Kyrkslätt 26 januari.
År 1982 öppnades metrostationen Järnvägstorget under järnvägsstationen. År 2000 fick perrongerna äntligen ett glastak, vilket hade ingått redan i de ursprungliga planerna av Eliel Saarinen. År 2003 togs nya affärsutrymmen i bruk i den renoverade västra flygeln och samma år öppnade ett Holiday Inn-hotell bredvid västra flygeln ovanför perrongerna 12-19. Hotellbygget föregicks av en allmän diskussion gällande arkitekturen i området. Då hotellet öppnade, måste spetsgardinerna bytas ut av stadsbildsskäl.

## Framtidsplaner
Det finns planer på en underjordisk järnvägsslinga från Böle station runt centralstationen och tillbaka till Böle. Den kallas Centrumslingan (Pisarabanan) och planeras få tre underjordiska stationer: Tölö, Centrum och Hagnäs plus eventuellt en fjärde station: Alphyddan. Man planerar låta närtågen använda denna bana. Byggstart planeras före 2020.[uppföljning saknas]

## Olyckor
Det har skett flera olyckor på Helsingfors järnvägsstation under åren. Den höga olycksfrekvensen beror delvis på att stationen är en ändstation som ligger 8 meter lägre i höjd över havet än den föregående stationen, Böle järnvägsstation som ligger 3 kilometer norrut. 
Den 28 augusti 1926 körde ett posttåg (lok Hv2 674) med full fart in i stationshallen klockan 7:45. 18 personer skadades och fyra av dessa allvarligt. Lokföraren beordrade eldaren att kasta sand framför loket under färden från Fredriksberg (nuvarande Böle station) för att minska hastigheten.
Den 22 oktober 1944 körde ett passagerartåg från Åbo genom bufferten och in i vänthallen. Tåget stannade först halvvägs in i vänthallen. Souvenirkiosken slogs i spillror och fasaden rämnade på en 20 meter lång sträcka.
Den 5 oktober 1990 trängde sig två godsvagnar in i stationshallen och flera andra vagnar pressades ihop på perrongen. Totalt var godståget 665 meter långt och hade 35 vagnar. Vagnarna kom från ett godståg som befann sig i Böle då deras bromsar slutade fungera. Tonvis med frukostflingor och tvättmaskiner vällde ut på perrongen. Ingen kom till skada, eftersom olyckan skedde klockan 4:10 och stationen var stängd.
Den 4 januari 2010 kolliderade fyra vagnar från ett Intercitytåg med en hotell- och kontorsbyggnad vid järnvägsstationen. På tåget fanns endast tre personer ur tågets personal, men i byggnaden fanns 30–40 personer som fick evakueras. Strax efter olyckan öppnades nästan alla spår igen, men stängdes igen på nytt efter order av Räddningsverket på grund av rasrisk och hölls stängda under förmiddagen. Först den 6 januari förväntades järnvägstrafiken flyta normalt igen.

## Metrostationen
Under Järnvägstorget finns en metrostation med samma namn. Det är stationen med störst antal passagerare i Helsingfors metro. Det är lätt att byta från metron till fjärrtåg eller närtåg, metrostationen förbinds med centralstationen via en tunnel under jorden.

## Transporter
Cirka 200 000 passagerare använder Helsingfors järnvägsstation varje dag.[källa behövs]
Man kan anlända med:
- Fjärrtåg
- Närtåg
- Metro
- Spårvagnarna 2, 3, 6T och 9
- Bussar till Järnvägstorget
- Bussar till Elielplatsen

## Presidentens väntesal

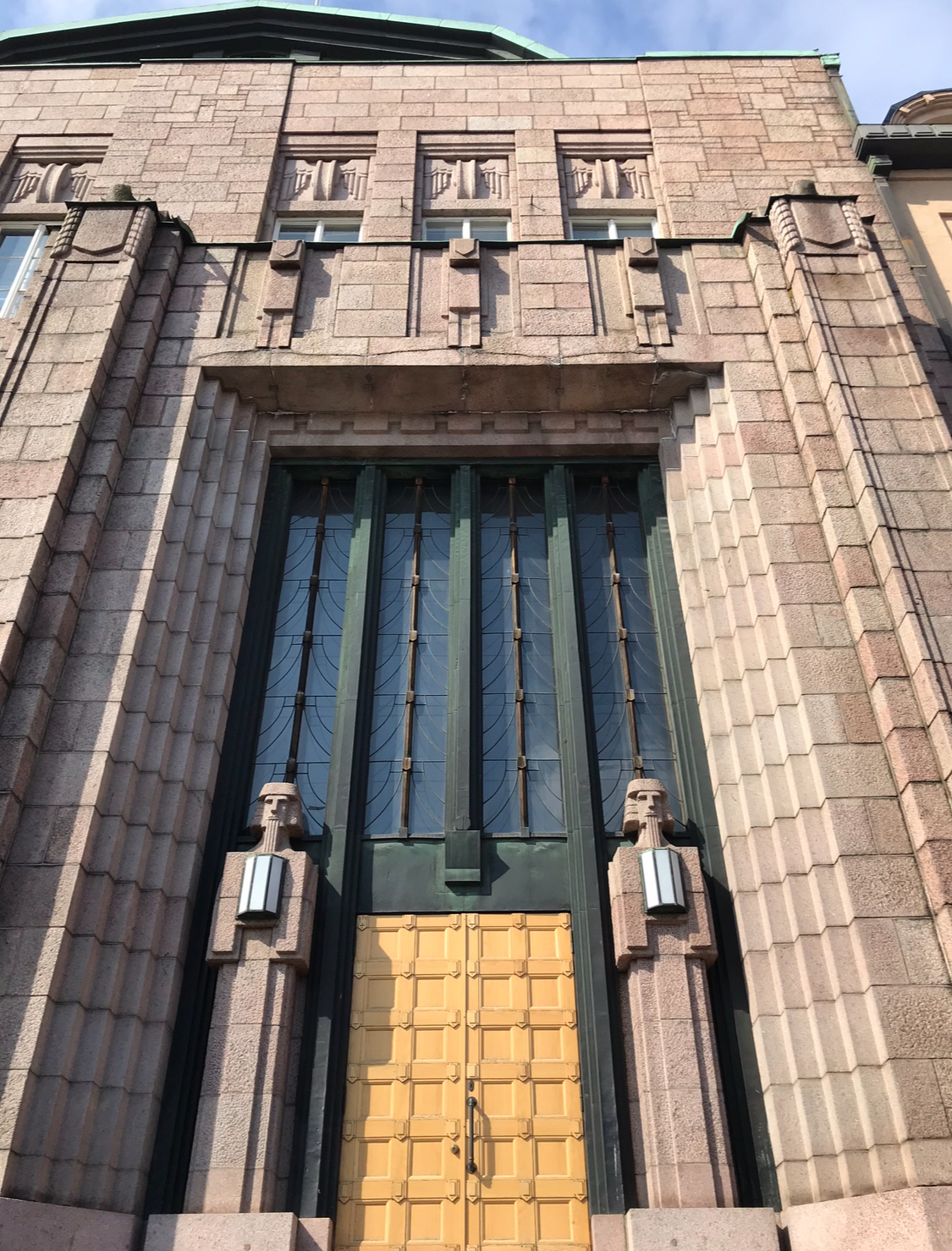
Ingång till presidentens väntesal.

Ett mindre känt utrymme i järnvägsstationen är den 50 kvadratmeter stora Presidentens väntesal. Utrymmet används endast av republikens president och dennes gäster. Salens möbler har designats av Eliel Saarinen och den har två ingångar, en mot Järnvägstorget och en annan mot stationens huvudväntesal. Presidentens väntesal byggdes år 1911 och var menad för den ryska tsaren. Då Finland blev självständigt kom salen i presidentens användning. Enligt den tidigare stationschefen Kari Pekka Rosenholm är denna sal den enda i sitt slag i världen (Malmö hade kunglig väntsal till 2011 och Stockholms Central har sin kvar).